# Liudmila Zabolotnaya
Liudmila Zabolotnaya –en ruso, Людмила Заболотная– (12 de enero de 1960) es una deportista soviética que compitió en biatlón. Ganó dos medallas en el Campeonato Mundial de Biatlón de 1984.

## Palmarés internacional
| Campeonato Mundial | Campeonato Mundial | Campeonato Mundial | Campeonato Mundial |
| Año                | Lugar              | Medalla            | Prueba             |
| ------------------ | ------------------ | ------------------ | ------------------ |
| 1984               | Chamonix (Francia) | Medalla de oro     | Relevo             |
| 1984               | Chamonix (Francia) | Medalla de plata   | Individual         |